# Капска лозова змия
Капската лозова змия (Thelotornis capensis) е вид змия от семейство Смокообразни (Colubridae). Видът не е застрашен от изчезване.

## Разпространение и местообитание
Разпространен е в Ангола, Ботсвана, Бурунди, Замбия, Зимбабве, Кения, Малави, Мозамбик, Намибия, Свазиленд, Сомалия, Танзания и Южна Африка.
Обитава гористи местности, храсталаци, савани, крайбрежия и плажове.

## Описание
Популацията на вида е стабилна.